# Сан-Кирико-Нуово
Сан-Кирико-Нуово (итал. San Chirico Nuovo) — коммуна в Италии, расположена в регионе Базиликата, подчиняется административному центру Потенца.
Население составляет 1630 человек, плотность населения составляет 71 чел./км². Занимает площадь 23 км². Почтовый индекс — 85010. Телефонный код — 0971.